# Вулиця Тиха (Львів)
Вулиця Ти́ха — невеличка вулиця у Галицькому районі міста Львова, в центральній частині міста. Починається від площі Євгена Маланюка і впирається у заднє подвір'я палацу Потоцьких.

## Назва
- 1860 — 1871 роки — вулиця Хоронщизни сліпа[2].
- 1871 — травень 1942 роки — вулиця Ціха[2].
- травень 1942 — липень 1944 роки — Штіллеґассе[3].
- липень 1944 — 1946 роки — вулиця Ціха, повернена передвоєнна назва[3].
- сучасна назва — вулиця Тиха від 1946 року[3].

## Забудова
Вулиця забудована триповерховими будинками кінця XIX — початку XX століття.
№ 1 — триповерхова кам'яниця споруджена наприкінці XIX століття для Ірени Крувчинської, від 1909 року власником будинку була Леонтина Вернер. На той час в будинку мешкали власник агенції нерухомості Ромуальд Макаревич; власник фабрики керамічних виробів у Ґлінську (виробництво, постачання та продаж портландцементу, вогнетривкої цегли, кафельних печей) Арнольда Вернера, власниця школи сольного співу А. Домбровська.
№ 3 — триповерхова кам'яниця споруджена у другій ХІХ століття. У 1880-х роках в будинку працювала крамниця мила та свічок Юзефа Ґорнунґа.
№ 5 — до 1918 року в будинку працювала друкарня львівського політичного часопису «Dziennik Polski», власником якої був Фелікс Войнаровський та Технічна інспекція товариства взаємного страхування котлів. Наприкінці 1940-х років в будинку містилася артіль «Аналітик» Львівського облхімхарчпромсоюзу, що займалася аналізом хімічної і харчової продукції та сировини. Нині тут міститься ЛКП «Княже місто» Галицької райадміністрації.